# Philautus griet
Philautus griet är en groddjursart som beskrevs av Franky Bossuyt 2002. Philautus griet ingår i släktet Philautus och familjen trädgrodor. Inga underarter finns listade i Catalogue of Life.